# إدوارد هنري أفريل
إدوارد هنري أفريل (بالفرنسية: Édouard-Henri Avril)‏ هو رسام وفنان تجاري فرنسي ولد في يوم 21 مايو 1849 في مدينة الجزائر، وقد كان يرسم لوحاته التي تصور الأدب الإباحي تحت اسم مزيف هو بول أفريل، توفي في يوم 28 يوليو 1928 في باريس في فرنسا.